# جو ماسون
جو ماسون (بالإنجليزية: Joe Mason)‏ (13 ماي 1991 بليموث أيرلندا) هو لاعب كرة قدم أيرلندي يلعب كمهاجم.

## روابط خارجية
- جو ماسون على موقع الدوري الأمريكي (الإنجليزية)
- جو ماسون على موقع قاعدة بيانات كرة القدم.إي يو (الإنجليزية)
- جو ماسون على موقع Soccerbase.com (لاعب) (الإنجليزية)
- جو ماسون على موقع Soccerway.com (الإنجليزية)
- جو ماسون على موقع AS.com (الإسبانية)